# Bulbophyllum septemtrionale
Bulbophyllum septemtrionale (đồng nghĩa: Bulbophyllum digoelense var. septemtrionale) là một loài lan trong chi Bulbophyllum (lan lọng, lan hành, lan củ, cầu diệp, thạch đậu lan).